# Smoking Hills
Smoking Hills är kullar i Kanada.   De ligger i territoriet Northwest Territories, i den nordvästra delen av landet, 3 900 km nordväst om huvudstaden Ottawa.
Trakten runt Smoking Hills består i huvudsak av gräsmarker. Trakten runt Smoking Hills är nära nog obefolkad, med mindre än två invånare per kvadratkilometer.